# Adéla Koudelová
Adéla Koudelová, rozená Jelínková (14. prosince 1858 Brno – 17. března 1946 Brno) byla česká spolková činovnice, sufražetka a feministka, členka a dlouholetá předsedkyně ženského pěveckého a vzdělávacího spolku Vesna, manželka právníka a politika Josefa Koudely. Spolupracovala s ranými osobnostmi českého ženského emancipačního hnutí na Moravě, především v Prostějově a Brně, jako byly například Eliška Machová či Eliška Kozlová.

## Život

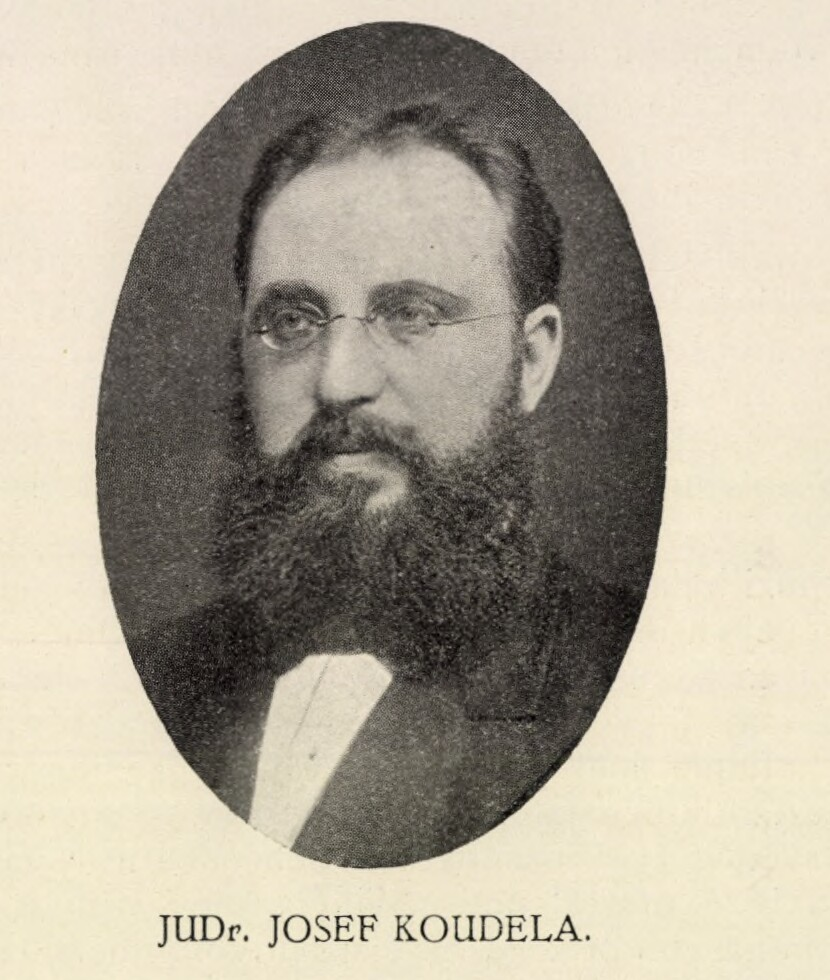
Manžel Josef Koudela roku 1902

### Mládí
Narodila se v Brně do české rodiny Jana Jelínka a jeho ženy Marie, rozené Švihálkové. Vychodila německou vzornou obecnou školu u kostela sv. Jakuba. Získala vztah k českým kořenům a stala se českou vlastenkou. Roku 1877 se v Brně provdala za právníka a politika Josefa Koudelu, někdejšího politika revolucionáře roku 1848, společně zde také žili. Manžel v témže roce přijal místo advokátské místo v Prostějově na Hané, kam se společně přestěhovali.

### Prostějov
Koudelová se zde následně začala zapojovat do české spolkové činnosti: organizovala společenská setkání a zakládání spolků. Zde vstoupila do ženského pěveckého spolku Vlastimila, v myšlence navazujícího na činnost Spolku svaté Ludmily působícího v Praze pod vedením Marie Riegrové-Palacké, angažujícího se posléze mimo jiné v podpoře vzdělávání žen a charitativní činnosti. Spolek se stal jedním z prvních moravských ženských klubů v zemích koruny České a pořádal též pěvecká vystoupení. Posléze se stala starostkou spolku. Roku 1885 se rodina vrátila zpět do Brna

### Vesna
Roku 1891 nahradila odstupivší Julii Fantovou-Kusou ve funkci starostky brněnského dámského spolku Vesna. Už v roce 1872 se poslání spolku zobecnilo a z pěveckého spolku vznikla ženská vzdělávací jednota, jejímž cílem bylo šířit vzdělanost mezi brněnskými ženami, a to výhradně prostřednictvím českého jazyka. Ve spolku během jejího působení začala pracovat např. Eliška Machová. Dne 16. září 1886 zahájila pod hlavičkou Ženské vzdělávací jednoty Vesna své působení a byla provozována první česká pokračovací dívčí škola na Moravě.

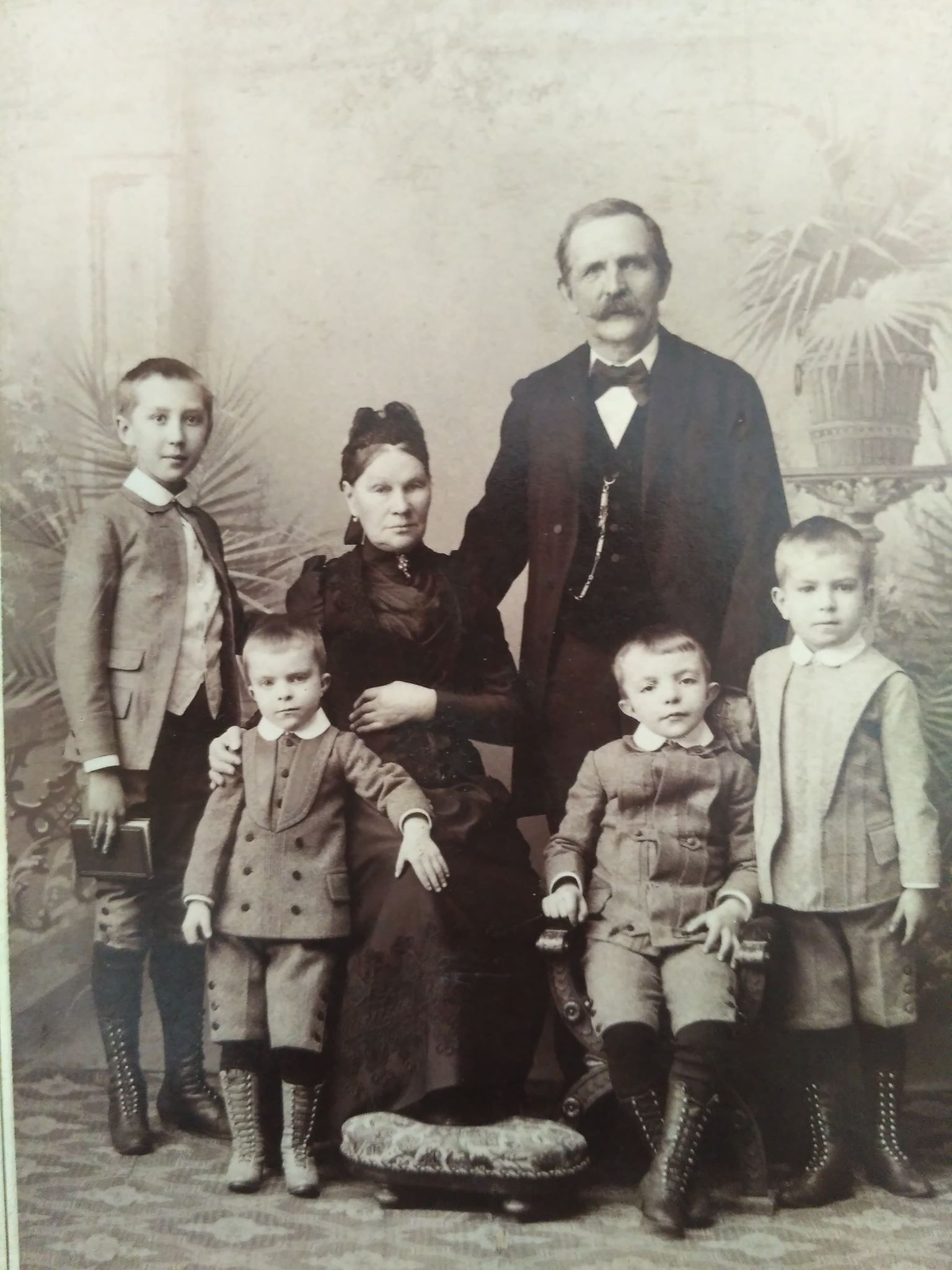
Josef a Adéla Koudelovi s rodinou, kromě syna Václava, který v době vzniku fotografie ještě nebyl na světě

Spolupracovala v kulturních a národnostních aktivitách v Brně s manželem Josefem. Ten se roku 1902 stal poslancem Říšské rady, kde působil do roku 1907. Roku 1911 byl rodině udělen dědičný šlechtický titul s povolením užívání čestného názvu šlechtic a přídomku z Jelínkova, podle jejího rodného příjmení. Roku 1913 ovdověla. Za svou vytrvalou práci byla oceněna udělením Alžbětina řádu. Z funkce starostky spolku odešla po třicetiletém působení roku 1921.

### Úmrtí
Adéla Koudelová zemřela 17. března 1946 v Brně ve věku 87 let. Pohřbena byla v rodinné hrobce na Ústředním hřbitově v Brně.

### Po smrti
Spolek pokračoval v nezávislé činnosti až do událostí v únoru 1948.

### Rodina
Dne 26. června 1877 se provdala za Josefa Koudelu, se kterým měli pět synů: Jan Koudela (1880–1935), Karel Koudela (1882–1919), Jaroslav Koudela (1885–1910), Josef Koudela (1886–1928) a Václav Koudela (1891–1915). Žádný z jeho synů již potomky neměl a pouze jeden (Jan) se oženil.